# Ahl al-kisā'
Die Leute des Mantels (arabisch أهل الكساء, DMG Ahl al-Kisāʾ) sind jene Personen, welche mit dem islamischen Propheten Mohammad unter seinem Mantel waren, als er den Koranvers 33:33 rezitierte. Das waren Mohammad, Ali ibn Abi Taleb, seine Tochter Fatima und seine zwei Enkelsöhne Hasan und Husain. Synonym verwendet werden ahl al-ʿabā / أهل العبا oder ashab al-kisa / أصحاب الكساء / aṣḥāb al-kisāʾ / ‚Besitzer des Mantels‘.
Der Ursprung dieser Bezeichnung liegt im Hadith des Ereignisses des Mantels und dem Hadith von Mubahala. Diese Hadithe werden von Schiiten und Sunniten als authentisch eingestuft, aber unterschiedlich interpretiert.
Nach schiitischer Auffassung begründet diese Überlieferung die Sonderstellung Alis und seiner Nachkommen und insbesondere ihren Anspruch auf das Imamat, sowie ihrer Fehlerlosigkeit und definiert wer zur Ahl al-bait gehört.

## Ereignis des Mantels

### Geschichte
Im Jahre 10 der Hidschra (631/632 n. Chr.) kam eine Delegation von Christen des Nadschran auf Einladung Mohammads nach Medina. Sie diskutierten mit Mohammad, aber beide Seiten bestanden auf ihre Rechtmäßigkeit. Sie beendeten ihren Streit, indem sie sich zu einer Mubahala verabredeten. Mohammad sammelte seine Familienmitglieder Ali, Fatima, Hasan und Husain unter seinem Mantel zur bevorstehenden Mubahala. Seine Ehefrau Umm Salama fragte ihn, ob sie auch unter dem Mantel dürfe, aber Mohammed verweigerte es ihr. Während er mit seinen Familienmitgliedern unter seinem Mantel war, rezitierte er folgenden Vers:

„Hierdurch will Gott von euch, ihr Angehörigen des Hauses, die Unreinheit fernhalten und euch die höchste Reinheit gewähren.“

### Authentizität
Dieses Ereignis wird in schiitischen Exeget-Büchern wie Tafsir al-Qummi, Tafsir Furat al-Kufi und Al-Burhan fi tafsir al-Qur'an erzählt. Es wird aber auch im schiitischen Hadith-Buch Usul al-kafi wiedergegeben. Sunnitische Bücher berichten über dieses Ereignis genauso, darunter Sahih Muslim, al-Sawa'iq al-muhriqa, Usd al-ghaba, Musnad und al-Tafsir al-kabir.